# Guelph

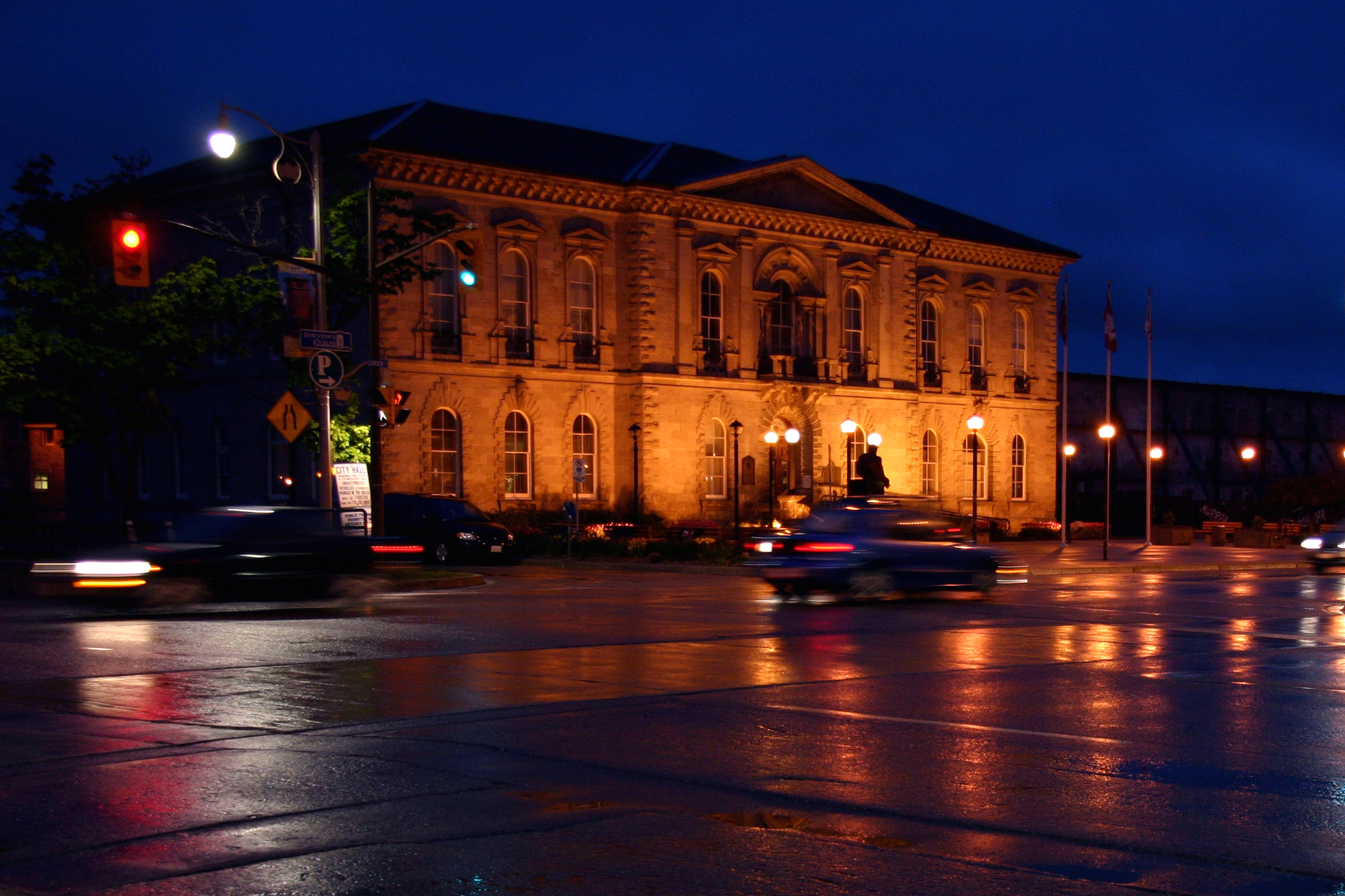
Die Old City Hall, Stadtverwaltung bei Nacht in der Innenstadt von Guelph

Guelph [ˌgwɛlf] ist eine kanadische Stadt im Südosten Ontarios. Sie liegt etwa 100 km westlich von Toronto und hat 131.794 Einwohner (Stand 2016). 2011 betrug die Einwohnerzahl 121.688. Guelph ist der Sitz des Wellington County, jedoch als einstufige Gemeinde und separated municipality unabhängig von diesem.

## Geschichte
Guelph war eine der ersten geplanten Siedlungen Kanadas und wurde am 23. April 1827 von John Galt als Hauptquartier der Canada Company, eines britischen Unternehmens, gegründet. 1879 wurden dem Ort die Stadtrechte verliehen. Galt, der eigentlich Schriftsteller war, entwarf eine Stadt nach europäischem Vorbild und wählte den Namen „Guelph“, nach der englischen Übersetzung des Geschlechtsnamens der Welfen (Haus Hannover), der Familie König Georgs IV.; daher hat sie auch den Spitznamen „The Royal City“ (die königliche Stadt). In vielen Bereichen der Stadt findet man europäische Architektur. In Guelph wurde das erste nordamerikanische Kabelfernsehen eingerichtet, das von Ted Metcalfe gegründete McLean Hunter Television. Guelph war die erste kanadische Stadt, in der die Polizisten mit Motorrädern ausgestattet wurden. In der Stadt befindet sich die University of Guelph, die im Jahre 1873 ihren Lehr- und Forschungsbetrieb aufnahm. Zuvor war sie ein College der University of Toronto.

## Lage und Klima
Guelph befindet sich zentral gelegen zwischen mehreren Großstädten in der Provinz Ontario. Die Stadt liegt ca. 100 km westlich von Toronto, ca. 40 km nordwestlich von Hamilton, ca. 60 km westlich von Mississauga und 120 km nordöstlich von London.
Das Klima ist, wie in Ontario üblich, mit dem europäischen vergleichbar. In den Monaten Januar bis März herrschen durchschnittliche Temperaturen zwischen −7,6 und −1,3 °C. Zwischen den Monaten April und Juni steigen die Temperaturen von 5,9 auf 16,9 °C an. Zwischen Juli und September steigen die Temperaturen weiter auf durchschnittliche 19 °C an. In den Monaten Juni bis September kommen Tagestemperaturen über 30 °C sehr oft vor. Im Oktober gehen die Temperaturen jedoch wieder allmählich zurück, bleiben jedoch im zweistelligen Bereich bei 10 °C. Im Dezember fallen diese in der Regel auf −4 °C.

## Wirtschaft und Infrastruktur

### Überblick
Der größte Wirtschaftsbereich der Stadt ist die Produktion diverser Güter, so hat zum Beispiel der Automobilzulieferer Linamar seinen Sitz in Guelph. Als weiterer größerer Wirtschaftsbereich zählt die Bildung. Die University of Guelph ist ein wichtiger Arbeitgeber. Weitere Bereiche sind Dienstleistungen in verschiedenen Bereichen wie Verkauf sowie Finanzdienstleistungen und Management.

### Bildung und Forschung
Guelph verfügt über 51 öffentliche Grund- und weiterführende Schulen (High Schools). Diese unterstehen der Aufsicht von zwei Behörden. Das Upper Grand District School Board verwaltet alle Schulen im Wellington County sowie im Dufferin County Bezirk. Das Wellington Catholic District School Board hat die Aufsicht über alle katholischen Schulen im Stadtbezirk.

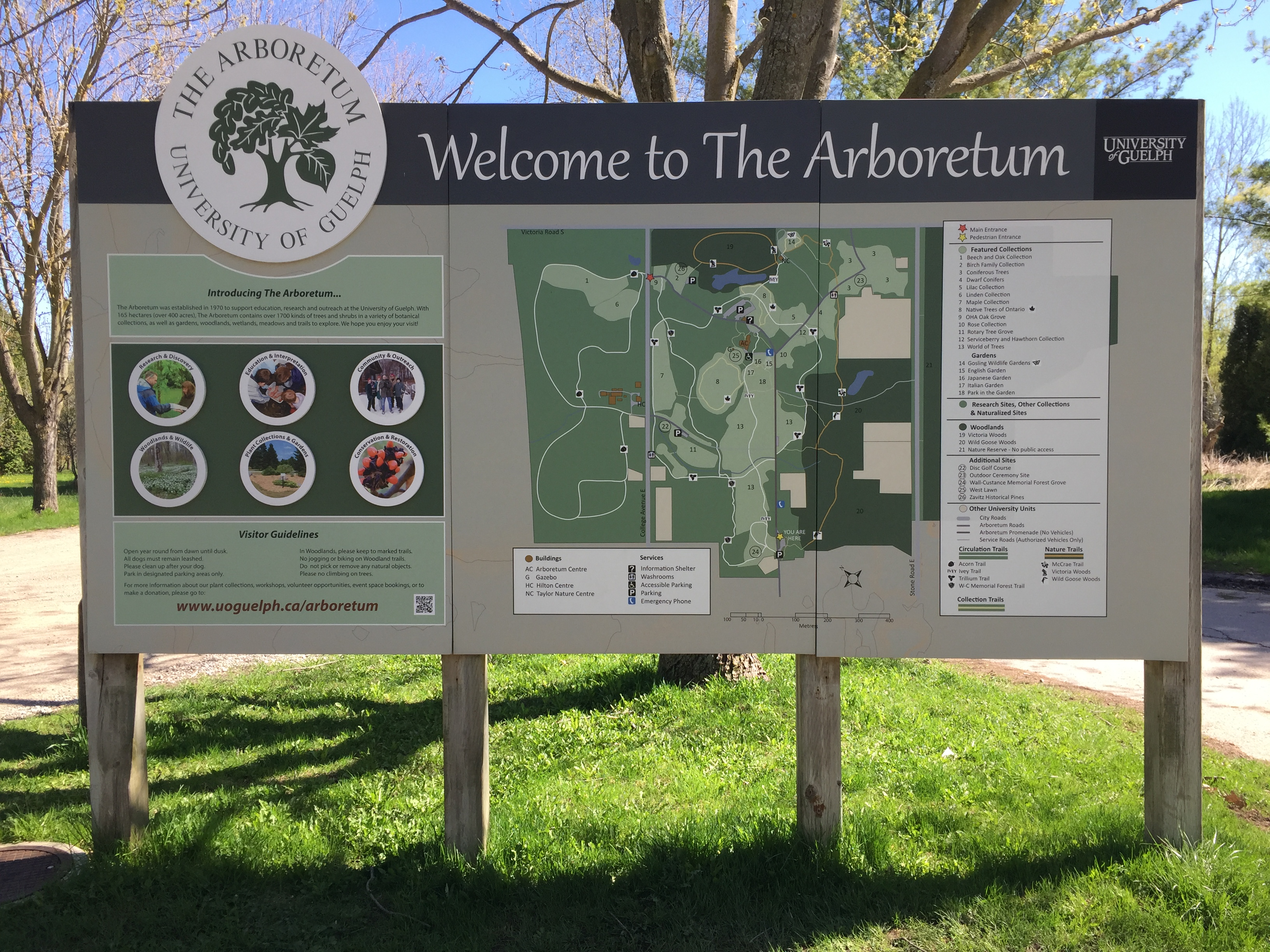
Wegeplan des Arboretum

Die Stadt verfügt über zwei Hochschulen. Die University of Guelph ist die größte universitäre Einrichtung in der Stadt. Sie wurde im Jahre 1964 gegründet. An der Universität studieren ca. 20.000 Studenten in Bachelor- und Masterstudiengängen. Die landwirtschaftliche Fakultät der Universität gehört zu den größten in ganz Kanada. Der Universität von Guelph angeschlossen ist das öffentliche Arboretum, ein über 165 Hektar großer Park mit über 1700 unterschiedlichen Bäumen und Pflanzen, der 1970 angelegt wurde. Der Eintritt ist frei. Eine weitere Hochschule ist das Conestoga College mit vorwiegend technischen Studiengängen.

### Medien
Die größte Tageszeitung in der Stadt ist die Guelph Mercury, die über nationale und internationale Geschehnisse berichtet. Eine weitere Zeitung ist die Guelph Tribune, die zweimal in der Woche erscheint. Die Stadt wird von mehreren Radio- und Fernsehsendern versorgt. Bereits im Jahre 1927 wurde für den neuen Sender Orillia in Guelph ein Aufnahmeraum eingerichtet, von dem aus Mitteilungen für die Landwirtschaft gesendet wurden. Neben Fernseh- und Radioketten wie CTV und CBC/Radio-Canada betreiben auch kleinere Sender ein Studio in der Stadt.

### Öffentliche Einrichtungen
Für die öffentliche Sicherheit ist die Guelph Police mit rund 196 Beamten zuständig. Die Stadt verfügt über 3 voll ausgestattete Krankenhäuser.

## Kultur und Sehenswürdigkeiten

### Überblick

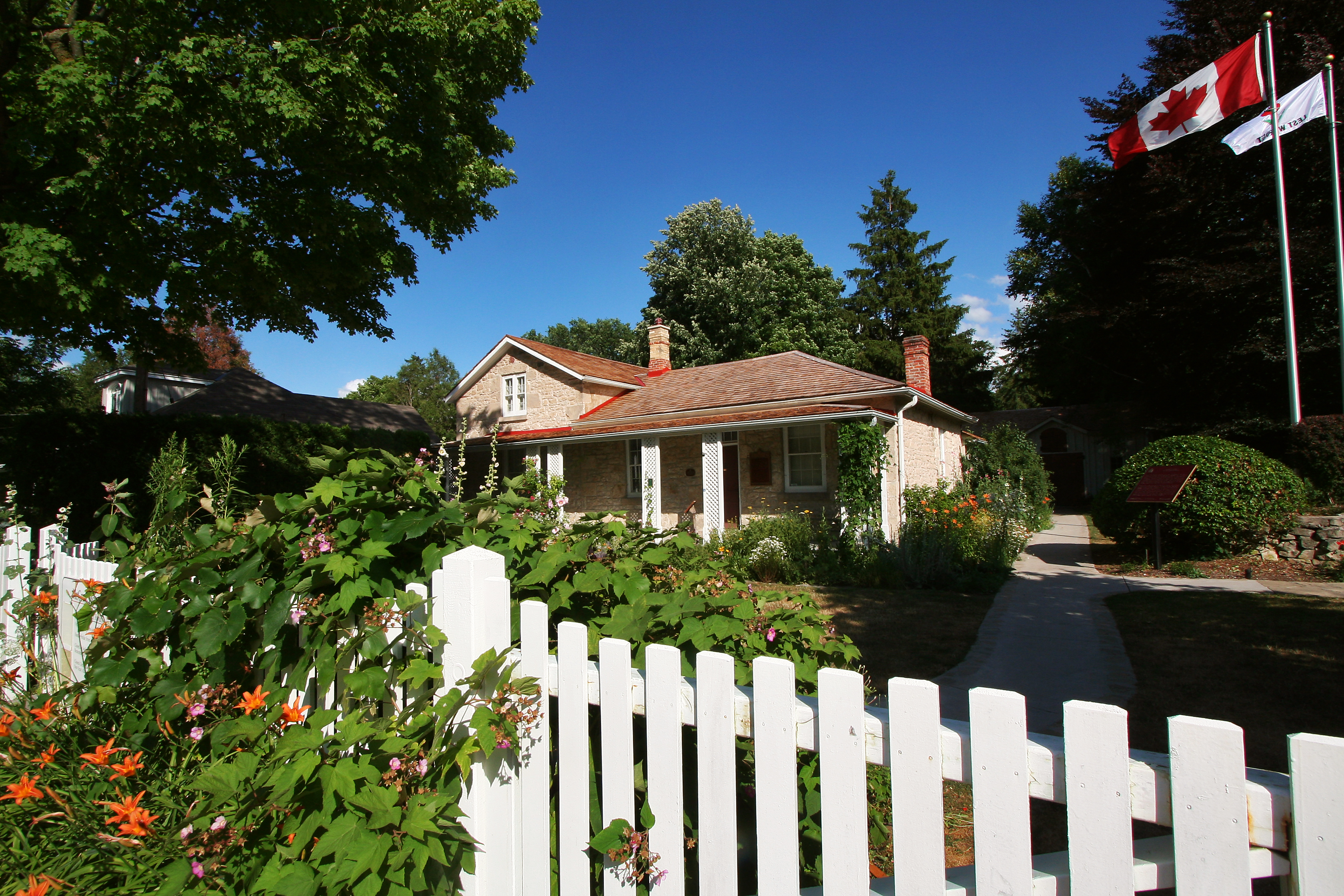
Das Geburtshaus John McCraes in Guelph, heute das McCrae House

Im Zentrum der Stadt befinden sich verschiedene Gebäude, die im Viktorianischen Baustil errichtet wurden. Etliche der Gebäude sind über 100 Jahre alt. Die Basilika der Unbefleckten Empfängnis (Our Lady Immaculate) ist eine römisch-katholische Kirche, die zwischen 1877 und 1888 gebaut wurde. Weitere Sehenswürdigkeiten sind das Wellington County Courthouse, ein Gericht in einem historischen Gebäude, das Theater River Run Centre wurde 1997 eröffnet. Außerdem befindet sich zwischen St. Georges Square und dem Royal City Park der Guelph Farmers Market. In der Stadt befinden sich mehrere Museen, darunter das Macdonald Stewart Art Centre und The Bookshelf Ebar Art Space. Zwei Flüsse durchqueren die Stadt Guelph, der Speed River und der Eramosa River.
Guelph ist auch die Geburtsstadt des kanadischen Dichters John McCrae (1872–1918). McCrae war im Ersten Weltkrieg als Arzt bei Ypern stationiert. International bekannt wurde er durch sein Gedicht In Flanders Fields. Die Stadt ehrt den Dichter, indem sie das McCrae House zum Museum umwandelte. Der kanadische Staat erklärte das Gebäude 1966 zum National Historic Site of Canada.

### Sport
In der Stadt sind mehrere Sportvereine angesiedelt. Die Guelph Storm ist das Junioren-Eishockeyteam aus der Ontario Hockey League. Daneben Guelph Royals, das professionelle Baseballteam der Stadt, aus der Intercounty Baseball League. Die Guelph Hurricanes ist die Eishockeymannschaft aus der Greater Ontario Junior Hockey League.

## Verkehr

### Öffentlicher Personennahverkehr

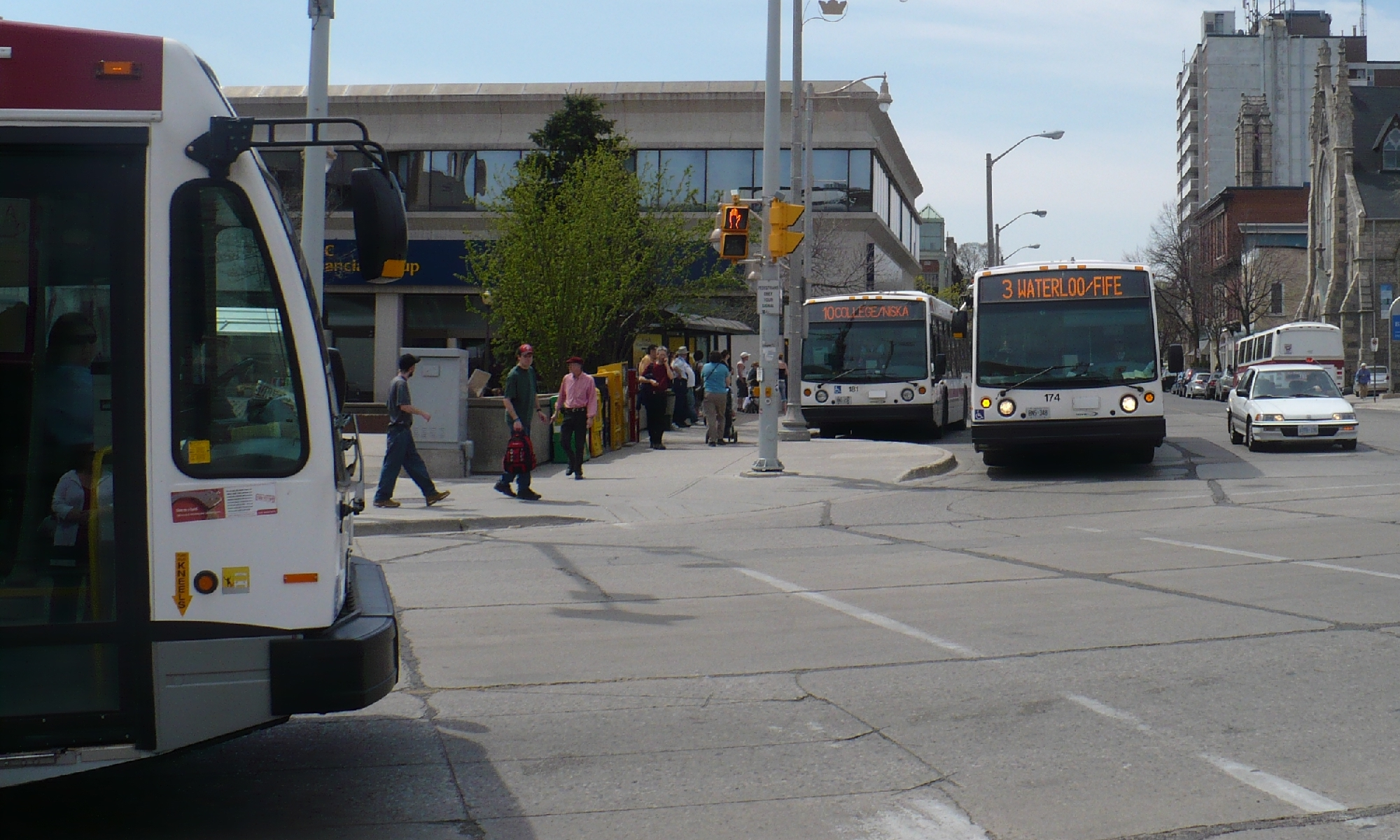
Mehrere Guelph Transit Busse

Für den Personennahverkehr ist Guelph Transit zuständig. Am 20. Juni 2007 startete Guelph Transit ein webbasiertes System unter dem Namen Next Bus. Mithilfe von GPS-Daten können die Nutzer jederzeit die nächsten An-/Abfahrtszeiten im Internet oder auf ihrem Handy erfahren. Das System liefert reale und aktuelle Daten, die vom Guelph Bus Terminal ins Netz eingespeist werden. GO Transit bietet einen rapid Transit Busservice zwischen der Universität und der Innenstadt an. Daneben betreibt Greyhound Canada mehrere Überlandbuslinien.

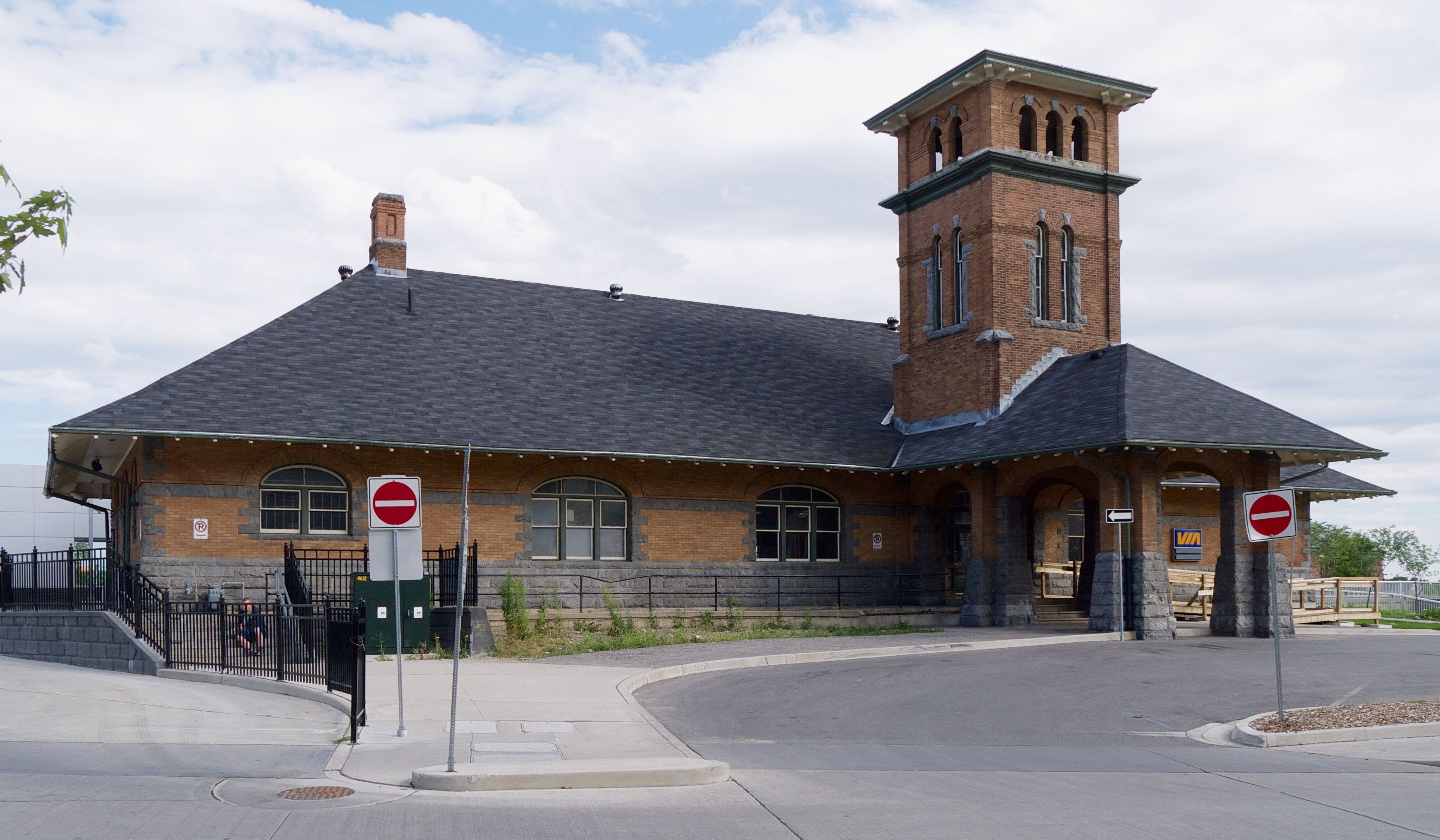
Bahnhofsgebäude Guelph

### Schienenverkehr
Die Stadt verfügt über einen Bahnhof, der von den zwei Eisenbahngesellschaften, der Canadian National Railway und der Canadian Pacific Railway angefahren wird. Die beiden Eisenbahngesellschaften verbinden Guelph sowohl mit anderen Städten innerhalb Kanadas als auch in den USA.

### Highways
Die wichtigsten Highways sind:
- Highway 401 – verbindet Guelph u. a. mit London, Kitchener, Toronto und Kingston
- Highway 7 – verbindet Guelph mit Kitchener und Acton
- Highway 6 – verbindet Guelph mit Hamilton und Owen Sound

## Partnerstädte
- Italien, Loria, Venetien
- Italien, Castelfranco Veneto, Venetien

## Persönlichkeiten
- Hugh Guthrie (1866–1939), Rechtsanwalt und Politiker
- Laura Lemon (1866–1924), Komponistin und Pianistin
- John McCrae (1872–1918), Dichter, Schriftsteller und Mediziner
- Oswald West (1873–1960), Politiker
- Edward Johnson (1878–1959), Sänger und Operndirektor
- Ned Sparks (1883–1957), Schauspieler
- George A. Drew (1894–1973), Politiker und Diplomat
- Esther Hill (1895–1985), die erste Frau der University of Toronto, die einen Universitätsabschluss in Architektur erhielt
- Jack Purcell (1903–1991), Badmintonspieler
- Joe Sawyer (1906–1982), Schauspieler
- David Ouchterlony (1914–1987), Organist, Komponist und Musikpädagoge
- Ron Hastings (1936–2006), Theaterschauspieler
- Keith G. Banting (* 1947), Politikwissenschaftler und emeritierter Professor
- Thomas Collins (* 1947), römisch-katholischer Erzbischof von Toronto
- Mike Zettel (1953–2023), Eishockeyspieler und -trainer
- Bill McCreary (* 1955), Eishockeyschiedsrichter
- David Card (* 1956), Ökonom und Nobelpreisträger
- Catherine Potter (1957–2010), Flötistin und Komponistin
- Brian MacLellan (* 1958), Eishockeyspieler
- George McPhee (* 1958), Eishockeyspieler und -manager
- Beth Goobie (* 1959), Autorin
- Donna Strickland (* 1959), Physiknobelpreisträgerin
- Brian Dickinson (* 1961), Jazzmusiker
- Rozena Maart (* 1962), südafrikanische Dozentin für Englische Literatur, Philosophie und Psychoanalyse sowie feministische Schriftstellerin
- Victor Davis (1964–1989), Olympiasieger im Schwimmen
- Mike Hudson (* 1967), Eishockeyspieler
- Lesley Barber (* 1968), Komponistin
- Gavin Smith (1968–2019), Pokerspieler
- Duncan Watts (* 1971), australischer Physiker; leitender Forscher bei Microsoft Research
- Zoë Keating (* 1972), US-amerikanische Cellistin und Komponistin
- Kirk Maltby (* 1972), Eishockeyspieler
- Adrian Raso (* 1972), Gitarrist und Komponist
- Neve Campbell (* 1973), Schauspielerin
- Jim Guthrie (* 1973), Musiker
- Shaun Benson (* 1976), Schauspieler
- Krystofer Barch (* 1980), Eishockeyspieler
- Frank Doyle (* 1980), Eishockeytorwart
- Brett Smith (* 1981), Eishockeyspieler
- Rich Peverley (* 1982), Eishockeyspieler, -trainer und -funktionär
- David Jones (* 1984), Eishockeyspieler
- Mohsin Charania (* 1985), Pokerspieler
- Micheal Haley (* 1986), Eishockeyspieler
- Logan Couture (* 1989), Eishockeyspieler
- Robert Wickens (* 1989), Autorennfahrer in der DTM
- Andrea Seccafien (* 1990), Langstreckenläuferin
- Rachael Karker (* 1997), Freestyle-Skierin
- Max Moffatt (* 1998), Freestyle-Skier